# Genderych
Genderych (Genderich) – polski herb szlachecki z nobilitacji.

## Opis herbu
W polu srebrnym drzewo brunatne, ucięte u góry, z dwiema gałązkami o listkach zielonych z prawej, jedną z lewej, przeplecione z kotwicą srebrną w skos tak, że jej prawy ząb przed drzewem, zaś reszta za drzewem.
Na hełmie w koronie, klejnot – ramię zbrojne, między dwoma skrzydłami orlimi, czarnymi.

## Najwcześniejsze wzmianki
Nadany 18 marca 1569 kapitanowi straży morskiej Erazmowi Genderichowi.

## Herbowni
Genderych – Genderich.